# Unione Sportiva Pontedecimo 1936-1937
Questa voce raccoglie le informazioni riguardanti l'Unione Sportiva Pontedecimo nelle competizioni ufficiali della stagione 1936-1937.

## Rosa
| N. |                   | Ruolo | Calciatore       |
| -- | ----------------- | ----- | ---------------- |
|    | Italia (bandiera) | A     | Vittorio Ansaldo |
|    | Italia (bandiera) |       | Luigi Bacigalupo |
|    | Italia (bandiera) |       | Armando Benso    |
|    | Italia (bandiera) |       | Emilio Bisio     |
|    | Italia (bandiera) |       | Alberto Borghini |
|    | Italia (bandiera) |       | Romolo De Simone |
|    | Italia (bandiera) |       | Giovanni Gaggero |
|    | Italia (bandiera) |       | Adriano Ge       |

| N. |                   | Ruolo | Calciatore            |
| -- | ----------------- | ----- | --------------------- |
|    | Italia (bandiera) |       | Rinaldo Grondona      |
|    | Italia (bandiera) |       | Dino Menegatti        |
|    | Italia (bandiera) |       | Ferdinanado Narizzano |
|    | Italia (bandiera) |       | Bartolomeo Pean       |
|    | Italia (bandiera) |       | Mario Pedemonte       |
|    | Italia (bandiera) |       | Attilio Rivanera      |
|    | Italia (bandiera) |       | Pietro Rola           |
|    | Italia (bandiera) |       | Emilio Torazza        |